# Мартин (окръг, Индиана)
Вижте пояснителната страница за други значения на Мартин.
Окръг Мартин (на английски: Martin County) е окръг в щата Индиана, Съединени американски щати. Площта му е 883 km², а населението е 9812 души (1 април 2020). Административен център е град Шолс.